# Кведа-Ачква
Кведа-Ачква (груз. ქვედა აჭყვა) — село в Грузії.
За даними перепису населення 2014 року в селі проживає 1136 осіб.